# Ileus
Ileus (darmobstructie) is het stoppen van de normale darmpassage, een van de aandoeningen die een acute buik tot gevolg kunnen hebben. Verschillende oorzaken kunnen hieraan ten grondslag liggen.

## Typen ileus
Onderscheid tussen verschillende typen ileus is van belang vanwege de verschillende behandeling die benodigd is.

### Mechanische ileus
Mechanische ileus is het stoppen van de darmpassage als gevolg van een obstructie, die zich overal in de darm kan bevinden. Mogelijke oorzaken zijn onder meer een draaiing van de darm (volvulus), een gezwel in of buiten de darm, dan wel objecten als bezoars, waaronder ingedikte röntgencontraststof, trichobezoar, spoelwormen, of niet verteerde etensresten (sinaasappeltjes-ileus). Ook kan een verkleving (adhesie) van littekenweefsel verantwoordelijk zijn voor de afsluiting, dan spreekt men van een strengileus. Dit kan optreden jaren tot decennia na een operatieve behandeling of buikontsteking, waarbij littekenweefsel gevormd wordt. Symptomen bestaan uit gelokaliseerde buikpijn in aanvallen (koliekpijn), braken en uitblijven van ontlasting. Verder kan zogenaamd gootsteengeruis gehoord worden, dit wordt veroorzaakt doordat de darm tegen weerstand probeert de darminhoud door te persen. De behandeling bestaat uit chirurgisch ingrijpen.
Meconiumileus wordt veroorzaak door ingedikte meconium bij pasgeborenen.
Galsteenileus kan optreden als gevolg van obstructie door een galsteen.

### Paralytische ileus
Paralytische ileus is (gedeeltelijk) stoppen van de darmpassage door verlamming (paralyse) van de darm. Dit kan het gevolg zijn van buikchirurgie, van een bijwerking van medicijnen (bijvoorbeeld loperamide), van letsel of door een infectie van het buikvlies (peritonitis).

## Symptomen
Symptomen van ileus zijn:
- diffuse buikpijn
- constipatie
- opgezette buik
- misselijkheid (nausea), braken
- afwezigheid van darmperistaltiek bij auscultatie en de afwezigheid van het produceren van winden (flatulentie).
- bij een mechanische ileus is er juist sprake van hyperperistaltiek voor de mechanische obstructie.

## Risicofactoren
- chirurgie van (het laatste deel van) de darm, of andere gastrointestinale ingrepen (na een operatie kan de buik een tot enkele dagen 'stil' zijn)
- onbalans van de elektrolytenconcentratie
- hypothyreoïdie
- medicijngebruik (bijvoorbeeld opiaten)

## Diagnose
Naast anamnese en lichamelijk onderzoek berust de diagnose op de röntgenfoto (staand buikoverzicht) waarop vloeistofspiegels in darmlissen kunnen worden gezien. Op een CT-opname is dit vaak nog duidelijker zichtbaar, hoewel bij negatieve bevindingen de diagnose niet kan worden uitgesloten.

## Behandeling
“Nil per os”, ofwel niets via de mond is als eerste vereist. De patiënt krijgt een infuus voor de vochthuishouding. Ook wordt een maagslang met negatieve druk aangebracht.
In de meeste gevallen van mechanische ileus moet worden geopereerd. Bij paralytische ileus hangt de behandeling af van de oorzaak. Als medicatie de oorzaak is, wordt die gestaakt dan wel verminderd. Darmbeweging kan worden gestimuleerd door medicatie.
Met het infuus moeten elektrolytstoornissen worden gecorrigeerd.